# Tarsonops sternalis
Tarsonops sternalis (лат.) — вид мелких пауков рода Tarsonops из семейства Caponiidae. Северная Америка: Мексика (Южная Нижняя Калифорния.

## Описание
Длина около 5 мм (крупнейший вид рода). Головогрудь и ноги жёлтые, брюшко серое. Длина бедра первой пары ног примерно в 3 раза больше своей ширины.
Имеют только 2 глаза.
Вид Tarsonops sternalis был впервые описан в 1898 году американским энтомологом академиком Натаном Бэнксом (Nathan Banks, 1868—1953; США) вместе с таксонами Tarsonops clavis, Orthonops ovalis и Tarsonops systematicus. Таксон Tarsonops sternalis включён в состав рода Tarsonops Chamberlin, 1924 (вместе с Tarsonops irataylori, Tarsonops sectipes и другими). .